# Almukantar
Almukantar (almukantarat, atitudna paralela) je kružnica na nebeskoj sferi, usporedna s obzorom. Nastaje presjekom nebeske sfere i ravnine usporedne s obzorom. Sve točke (zvijezde) jednog almukantarata nalaze se na jednakoj visini iznad obzora, odnosno na jednakoj zenitnoj daljini. Pojam almukantara je u europsku astronomiju uveo samostanski astronom Hermann Contractus iz Reichenaua, latiniziravši arapsku riječ al-muqanṭarah ("almucantar, sundial", množina: al-muqanṭarāt), izvedenu iz qanṭarah ("luk, most")

## Almukantarski štap
Almukantarski štap je instrument koji se uglavnom koristi za određivanje vremena izlaska i zalaska sunca, kako bi se pronašla amplituda i kontrole devijacije kompasa. Obično se izrađuje od stabla kruške ili šimširovine, s lukom od 15° do 30°.

## Sunčev almukantar
Almukantarna ravnina koja sadrži Sunce koristi se za karakterizaciju višestrukog raspršivanja aerosola. Mjerenja se vrše brzo pod nekoliko kutova s obje strane Sunca pomoću spektroradiometra ili fotometra. Postoji nekoliko modela za dobivanje aerosolnih svojstava iz solarnog almukantara. Najrelevantnije su razvili Oleg Dubovik i koristili ih u NASA AERONET mreži i Teruyuki Nakajima (nazvan SkyRad.pack).